# Diaphorus maurus
Diaphorus maurus är en tvåvingeart som först beskrevs av Osten Sacken 1882.  Diaphorus maurus ingår i släktet Diaphorus och familjen styltflugor. Inga underarter finns listade i Catalogue of Life.